# センシズ・フェイル
センシズ・フェイル（Senses Fail）は、アメリカ合衆国ニュージャージー州リッジウッドにて結成されたポスト・ハードコア・バンドである。

## 略歴
2002年、バディ・ニールセンがインターネットサイトでメンバーの募集を行い、ニュージャージー州リッジウッドにて結成。その後も積極的なライブ活動を行ううちに知名度を獲得していき、大手インディーズレーベルの「Drive-Thru Records」との契約を結ぶことに成功。
そして、2003年4月にファーストEP『フロム・ザ・デプス・オブ・ドリームズ』でデビューを飾る。同EPは、メジャー・プロモーションなしにもかかわらず、全米で16万7000枚売りあげるなど、いきなりトップバンドの仲間入りを果たす。
2004年9月7日、ファースト・アルバム『レット・イット・アンフォールド・ユー』をリリース。ビルボード・アルバムチャートにて34位を記録する。
2006年10月10日、セカンド・アルバム『Still Searching』をリリース。ビルボード・アルバムチャートにて15位を記録する。
2008年10月7日、サード・アルバム『Life Is Not a Waiting Room』をリリース。ビルボード・アルバムチャートにて18位を記録する。
2010年10月25日、アルバム『ザ・ファイヤー』をリリースした。ビルボード・アルバムチャートにて32位を記録する。
2013年3月26日、アルバム『Renacer』をリリース。

## メンバー

### 現在のメンバー
- バディ・ニールセン (James "Buddy" Nielsen) – リード・ボーカル、ピアノ、プログラミング、パーカッション (2002年– )
- ギャヴィン・キャスウェル (Gavin Caswell) – ギター、バック・ボーカル (2016年– )、ベース (2013年–2016年)
- ジェイソン・ミルバンク (Jason Milbank) - ギター、バック・ボーカル (2016年– )
- スティーヴ・キャリー (Steve Carey) - ドラム (2018年– ) ※ザ・カラー・モラールにも在籍

### 旧メンバー
- ギャレット・ザブロッキ (Garrett Zablocki) – ギター、バック・ボーカル (2002年–2011年)
- ダン・トラップ (Dan Trapp) – ドラム、パーカッション (2002年–2014年、公式 2017年– セッション)
- マイク・グリータ (Mike Glita) – ベース、バック・スクリーム (2002年–2008年)
- デイヴ・ミラー (Dave Miller) – ギター (2002年–2005年)
- ヒース・サラシーノ (Heath Saraceno) – ギター、バック・ボーカル (2005年–2009年) ※ミッドタウンにも在籍
- ジェイソン・ブラック (Jason Black) – ベース (2008年–2012年) ※ホット・ウォーター・ミュージックにも在籍
- ザック・ローチ (Zack Roach) – ギター、バック・ボーカル (2009年–2016年)、ベース (2012年–2013年)
- マット・スミス (Matt Smith) – ギター、バック・ボーカル (2011年–2016年)  ※ストライク・エニウェアにも在籍
- クリス・ホーンブルック (Chris Hornbrook) – ドラム (2014年–2018年) ※ポイズン・ジ・ウェルにも在籍
- ジェームズ・ギル (James Gill) – ベース (2002年)
- グレッグ・スタイリエイズ (Greg Styliades) - ベース (2016年–2022年)、ギター (2015年ツアー)

## ディスコグラフィ

### スタジオ・アルバム
| 発売日         | タイトル                                               | 販売レーベル                               | 全米ビルボードアルバムチャート最高位 | セールス |
| 2004年9月7日   | レット・イット・アンフォールド・ユー Let It Enfold You | Vagrant Records ビクターエンタテインメント | 34位                                 | 30万枚+  |
| 2006年10月10日 | Still Searching                                        | Vagrant Records                            | 15位                                 | -        |
| 2008年10月7日  | Life Is Not a Waiting Room                             | Vagrant Records                            | 18位                                 | -        |
| 2010年10月25日 | ザ・ファイヤー The Fire                                | Vagrant Records                            | 32位                                 | -        |
| 2013年3月26日  | Renacer                                                | Staple Records                             | 84位                                 | -        |
| 2015年6月30日  | Pull the Thorns from Your Heart                        | Pure Noise                                 | 109位                                | -        |
| 2018年2月16日  | If There Is Light, It Will Find You                    | Pure Noise                                 | 57位                                 | -        |
| 2022年7月15日  | Hell Is in Your Head                                   | Pure Noise                                 | -                                    | -        |

### EP
- 『フロム・ザ・デプス・オブ・ドリームズ』 - From the Depths of Dreams (2003年、ECA)

### コンピレーション・アルバム
- 『フォロー・ユア・ブリス : ザ・ベスト・オブ・センシズ・フェイル』 - Follow Your Bliss: The Best of Senses Fail (2012年、Vagrant)

### シングル
| 発表年 | 曲名                                   | 収録アルバム               |
| ------ | -------------------------------------- | -------------------------- |
| 2004年 | "Buried a Lie"                         | Let It Enfold You          |
| 2005年 | "Rum Is for Drinking, Not for Burning" | Let It Enfold You          |
| 2006年 | "Calling All Cars"                     | Still Searching            |
| 2007年 | "Can't Be Saved"                       | Still Searching            |
| 2007年 | "The Priest and the Matador"           | Still Searching            |
| 2008年 | "Family Tradition"                     | Life Is Not A Waiting Room |